# 石门水库 (盖州)
石门水库 ，位于中华人民共和国辽宁省盖州市，是大清河上游一座大（2）型水库。水库于1970年动工兴建，1971年11月基本竣工。总库容1.022亿立方米。大坝为黏土心墙坝，最大坝高47米，坝长350米，坝址以上集水面积410平方千米。水库坝后式电站装机容量2000千万，年均发电240万千瓦时。水库年均向营口市、盖州市提供工业生活用水0.25亿立方米，实际灌溉农田0.73万公顷。